# Amadou Dia Ba
Amadou Dia Ba (ur. 22 września 1958 w Dakarze) – senegalski lekkoatleta uprawiający głównie bieg na 400 m przez płotki. Trzykrotny olimpijczyk (1984, 1988, 1992), w tym medalista olimpijski z 1988 roku.
Podczas igrzysk olimpijskich (Seul 1988) okazał się wielką rewelacją. W finale zdobył srebrny medal pokonując legendę tego dystansu Amerykanina Edwina Mosesa. Dia Ba odnosił również sukcesy w innych imprezach międzynarodowych, w 1978 zdobył brąz Igrzysk afrykańskich w skoku wzwyż, później wszystkie sukcesy odnosił na 400 metrów przez płotki: srebro Uniwersjady (Edmonton 1983, złoto Igrzysk afrykańskich (Nairobi 1987) oraz złoty medal Igrzysk frankofońskich (Casablanca 1989).
Jego rekord życiowy w swojej koronnej konkurencji – 47,23 (1988) to obecnie 11. najlepszy wynik w historii biegu na 400 m przez płotki mężczyzn.